# Sara Cassey
Sara Cassey (* 1. April 1929 in Detroit; † 5. Mai 1966) war eine US-amerikanische Jazz-Komponistin.

## Leben und Wirken
Cassey, die aus Detroit stammte, kam Mitte der 1950er-Jahre nach New York. Sie war Pianistin, aber keine Jazzpianistin. Sie schrieb ihre Musik vollständig aus, komponiert, in Notation, nicht als Melodie mit Akkordsymbolen. Während ihres Aufenthalts in New York arbeitete sie für Riverside Records und lernte dabei viele der Jazzmusiker kennen, die für dieses Label Aufnahmen machten. Ihre Nähe zu Größen, die für den Produzenten Orrin Keepnews bei Riverside Aufnahmen machten, ermöglichte es ihr ab den 1950er Jahren, ihre Kompositionen mit ihnen zu teilen. Die Musiker wiederum waren zufrieden mit dem, was sie gehört und aufgenommen hatten, und erzählten ihren Kollegen von der talentierten Songwriterin. Viele der Detroiter Musiker, wie die Brüder Hank, Thad und Elvin Jones, die Pianisten Tommy Flanagan, Barry Harris und Roland Hanna sowie der Bassist Ron Carter, wussten, dass sie eine talentierte Komponistin war. Sie gaben dieses Wissen an andere  Musiker weiter, wie den Trompeter Clark Terry, den Saxophonisten Johnny Griffin, die Pianisten Billy Taylor, Junior Mance, Stan Kenton und Marian McPartland sowie den Schlagzeuger Charli Persip, die alle ihre Kompositionen aufnahmen.
Laut der Zeitschrift Down Beat wurde Cassey 1963 persönliche Managerin für Melba Liston und Ernie Wilkins. Der Grund für ihren frühen Tod im Alter von 37 Jahren im Jahr 1966 ist unklar. Laut Bill Kirchner ist die Ursache möglicherweise Suizid gewesen, offenbar wegen einer gescheiterten Beziehung. Casseys Werk geriet zunächst in Vergessenheit. Herb Ellis und Remo Palmieri spielten Casseys „Windflower“ auf ihrem Album gleichnamigen Album von 1977 ein. In jüngerer Zeit wurde das Stück, das nach Michael Rüsenberg ein Jazzstandard ist, auch von Terri Lyne Carrington und der WDR Big Band Köln interpretiert.

## Kompositionen (Auswahl)
- Ballad for Monsieur
- Honey Did
- Shadowland
- 25 1/2 Daze
- Very Near Blue
- Warm Blue Stream
- Wind Flower